# NGC 7003
NGC 7003 este o galaxie spirală situată în constelația Delfinul. A fost descoperită în 26 august 1864 de către Heinrich Louis d'Arrest. Se află la o distanță de 63,97 de megaparseci de Pământ.